# Tobias Jacobsson
Tobias Christoffer Jacobsson, född Jakobsson den 22 september 1983 i Älvsjö i södra Stockholm, är en svensk skådespelare och komiker.

## Biografi
Tobias Jacobsson studerade vid Dramatiska institutet 2001 och vid Teaterhögskolan i Stockholm 2003-07. Under tiden på Teaterhögskolan skrev och regisserade han även föreställningen Rookie 2006.
Under åren har han spelat på ett flertal teatrar runt om i Sverige, bland annat i En midsommarnattsdröm på "Shakespeare på Gräsgården", Maratondansen på Turteatern, August Strindbergs ungdomsdrama Fritänkaren på Strindbergs Intima Teater, 100 000 skattefritt på Angereds Teater, Romeo och Juliet på Dalateatern.
Sedan 1999 har han även verkat som stå-uppkomiker runt om i landet.
2011 långfilmsdebuterade han i The Stig-Helmer Story i regi av Lasse Åberg, där han spelar Stig-Helmer som ung.